# Campo de Agadones
El Campo de Agadones, també conegut com Los Agadones, és una comarca de la província de Salamanca (Castella i Lleó). Els seus límits no es corresponen amb una divisió administrativa, sinó amb una denominació històric-tradicional. Ocupa una superfície de 442,53 km².
Comprèn 9 municipis: Agallas, La Atalaya, Herguijuela, Martiago, Monsagro, El Sahugo, Serradilla del Arroyo, Serradilla del Llano i Zamarra.
Limita amb Ciudad Rodrigo i el Campo de Yeltes al nord, amb la Sierra de Francia a l'est, amb Extremadura al sud, i amb el Campo de Robledo a l'oest.